# Баратино (Могилёвская область)
Бара́тино (бел. Бараціна) — деревня в составе Хвастовичского сельсовета Глусского района Могилёвской области Республики Беларусь.

## Население
- 1999 год — 11 человек